# Камберпетч, Кит
Кит Дэниел Камберпетч (англ. Keith Daniel Cumberpatch, 25 августа 1927, Крайстчёрч, Новая Зеландия — 15 ноября 2013, Эмберли, Новая Зеландия) — новозеландский хоккеист (хоккей на траве), полевой игрок.

## Биография
Кит Камберпетч родился 25 августа 1927 года в новозеландском городе Крайстчёрч.
В 1956 и 1958 годах играл за сборную Новой Зеландии по хоккею на траве.
В 1956 году вошёл в состав сборной Новой Зеландии по хоккею на траве на Олимпийских играх в Мельбурне, занявшей 6-е место. Играл в поле, провёл 1 матч, забил 2 мяча в ворота сборной Сингапура.
Умер 15 ноября 2013 года в новозеландском городе Эмберли.